# آندری گروبا
آندری گروبا (انگلیسی: Andrzej Stanisław Grubba؛ ۱۴ مهٔ ۱۹۵۸ – ۲۱ ژوئیهٔ ۲۰۰۵) یک بازیکن تنیس روی میز اهل لهستان بود. 
وی در مسابقات کشوری و بین‌المللی در مجموع برنده ۲ مدال طلا، ۷ مدال نقره، ۱۱ مدال برنز شده‌است.